# Alphabetical
Alphabetical é o segundo álbum do grupo francês de rock alternativo e synthpop Phoenix, foi lançado em 2004.
| Críticas profissionais | Críticas profissionais |
| Avaliações da crítica  | Avaliações da crítica  |
| Fonte                  | Avaliação              |
| ---------------------- | ---------------------- |
| AllMusic               | [ 2 ]                  |

## Faixas
1. "Everything Is Everything" – 3:01
2. "Run Run Run" – 3:50
3. "I'm an Actor" – 2:33
4. "Love for Granted" – 4:24
5. "Victim of the Crime" – 4:02
6. "(You Can't Blame It On) Anybody" – 3:33
7. "Congratulations" – 1:12
8. "If It's Not with You" – 3:57
9. "Holdin' on Together" – 3:27
10. "Alphabetical" – 7:34